# Joel Kellman
Joel Kellman (* 25. Mai 1994 in Karlskrona) ist ein schwedischer Eishockeyspieler, der seit Mai 2023 bei Färjestad BK aus der Svenska Hockeyligan (SHL) unter Vertrag steht und dort auf der Position des Centers spielt.

## Karriere
Kellman erlernte das Eishockeyspielen im Nachwuchs des Vereins seiner Geburtsstadt, dem Karlskrona HK. Dort spielte der gelernte Stürmer bis zum Sommer 2010 in der Juniorenabteilung, ehe der damals 16-Jährige in die Kaderschmiede der Malmö Redhawks wechselte. In den folgenden drei Jahren spielte Kellman dort in der U18- und U20-Mannschaft des Vereins, unter anderem in der J20 SuperElit. In der Saison 2012/13 führte er das U20-Team als Mannschaftskapitän an und debütierte zudem für die Profimannschaft in der zweitklassigen HockeyAllsvenskan. Ebenso kam der Angreifer auf Leihbasis beim Borås HC in der drittklassigen Division 1 zu einem Einsatz, in dem ihm zugleich sein erster Treffer in einer Herrenmannschaft gelang. Zur Spielzeit 2013/14 wechselte er dann zum HV71 nach Jönköping, wo er ebenfalls in der U20 aktiv war und mit der Mannschaft den schwedischen U20-Meistertitel errang. Zudem feierte er sein Debüt für Jönköping in der Svenska Hockeyligan (SHL).
Nachdem Kellman durch ein Leihgeschäft bereits einen Großteil der Saison 2013/14 bei seinem Stammverein in Karlskrona in der HockeyAllsvenskan verbracht hatte, wechselte er zum Spieljahr 2014/15 wieder fest zurück in seine Heimatstadt. Als Topscorer des Teams in der Hauptrunde führte er die Mannschaft in die Qualifikation zur Svenska Hockeyligan, wo er mit vier Treffern in ebenso vielen Spielen entscheidend zum Aufstieg Karlskronas in die SHL beitrug. Mit dem Mittelstürmer im Kader verbrachte Karlskrona die folgenden drei Spielzeiten in der schwedischen Eliteliga. Nach dem Abstieg am Ende der Saison 2017/18 verließ Kellman den Klub und wechselte innerhalb der SHL zu Brynäs IF. Mit 34 Scorerpunkten in 45 Spielen bestätigte er bei seinem neuen Verein die Punktausbeute aus der Vorsaison, benötigte dafür aber sechs Spiele weniger, woraufhin er im April 2019 ein Angebot der San Jose Sharks aus der National Hockey League (NHL) erhielt.
Der Schwede wechselte daraufhin zur Saison 2019/20 nach Nordamerika. Im Franchise San Joses kam Kellman zum Saisonbeginn zunächst im Farmteam San Jose Barracuda in der American Hockey League (AHL) zu Einsätzen. Nach 25 Einsätzen dort mit 16 Scorerpunkten wurde er im Dezember 2019 schließlich in den NHL-Kader der Sharks berufen. Im restlichen Saisonverlauf bestritt er 31 NHL-Spiele. Aufgrund der COVID-19-Pandemie verbrachte Kellman den Start der folgenden Spielzeit zunächst in seiner schwedischen Heimat, wo er für Kristianstads IK in der HockeyAllsvenskan auflief. Nachdem er nach Nordamerika zurückgekehrt war, pendelte der Stürmer den Rest der Saison zwischen NHL und AHL. Schließlich lösten beide Parteien den laufenden Vertrag im Dezember 2021 auf, woraufhin Kellman nach Schweden wechselte und sich den Växjö Lakers aus der Svenska Hockeyligan anschloss. Mit Växjö wurde der Stürmer im Frühjahr 2023 Schwedischer Meister. Anschließend wechselte er zur Saison 2023/24 zum Ligakonkurrenten Färjestad BK.

### International
Kellman kam nie in den schwedischen Juniorennationalteams zum Einsatz. Erst im Dezember 2018 debütierte der Stürmer im Trikot der schwedischen Nationalmannschaft. Im Verlauf der Saison 2018/19 kam er zudem im Rahmen der Euro Hockey Tour zu Einsätzen. Sein erstes internationales Großereignis absolvierte er mit der Teilnahme an der Weltmeisterschaft 2022, die die Schweden auf dem sechsten Platz beendeten.

## Erfolge und Auszeichnungen
- 2014 Schwedischer U20-Juniorenmeister mit dem HV71
- 2015 Aufstieg in die Svenska Hockeyligan mit dem Karlskrona HK
- 2023 Schwedischer Meister mit den Växjö Lakers

## Karrierestatistik
Stand: Ende der Saison 2023/24

### International
Vertrat Schweden bei:
- Weltmeisterschaft 2022

(Legende zur Spielerstatistik: Sp oder GP = absolvierte Spiele; T oder G = erzielte Tore; V oder A = erzielte Assists; Pkt oder Pts = erzielte Scorerpunkte; SM oder PIM = erhaltene Strafminuten; +/− = Plus/Minus-Bilanz; PP = erzielte Überzahltore; SH = erzielte Unterzahltore; GW = erzielte Siegtore; 1 Play-downs/Relegation; Kursiv: Statistik nicht vollständig)